# Amino Pizzorno
Amino Pizzorno detto "Attilio" (Torino, 2 agosto 1909 – Roma, 23 aprile 1968) è stato un partigiano e politico italiano.

## Biografia
Nato da Attilia Pizzorno e Giovanni Gavilli, due anarchici che non vollero mai sposarsi pur convivendo stabilmente. Il padre era un musicista cieco di origine toscana, direttore di un periodico anarchico e discendente di Felice Orsini, condannato a morte nel 1858 per aver tentato di uccidere Napoleone III.
Dopo essersi diplomato presso l'istituto tecnico industriale, venne assunto dall'Ansaldo a Genova come impiegato tecnico e incominciò a manifestare il suo antifascismo rifiutando l'iscrizione al partito fascista e rifiutandosi d'indossare la camicia nera nei giorni comandati.
Per questo venne aiutato dagli operai della fabbrica ad evitare il confino. Aderì al partito comunista abusivo.
Perseguitato, nel luglio 1944 scappò in val Trebbia con la madre Attilia, dalla quale prese il nome di battaglia.
Fu tra i primi organizzatori delle formazioni partigiane in Liguria, assumendo il ruolo di comandante e commissario politico della IV zona ligure tra il settembre 1944 e il marzo 1945 diventò commissario della IV zona ligure.
Dopo la fine della guerra divenne sindacalista per la FIOM-CGIL di cui divenne segretario nazionale al X Congresso nazionale tenuto a Firenze nel 1949 e rieletto nel 1952.
Trasferitosi a Roma, fece parte della commissione trasporti nazionale del PCI e del Comitato Centrale dello stesso partito. Morì a Roma nel 1968. È sepolto nel campo perenne dei partigiani nel cimitero di Staglieno a Genova.
Fu lo zio, per parte di madre, di Carla Federica Nespolo, futura senatrice e presidente dall'ANPI.